# Tanas
Tanas è una frazione del comune di Lasa, situata in Val Venosta, nella Provincia autonoma di Bolzano, in Trentino-Alto Adige. Si trova a un'altitudine di circa 1.444 metri sul livello del mare, sulle pendici del Monte Sole, ed è conosciuta per il paesaggio alpino e la posizione panoramica.

## Geografia
Tanas è collocata su una terrazza naturale lungo il versante soleggiato della Val Venosta, con un clima secco e poche precipitazioni (meno di 500 mm annui). La vegetazione è composta da prati aridi e boschi radi.

## Storia
Il nome "Tanas" potrebbe derivare dal latino montanasticus, ovvero "villaggio di montagna". La frazione era accessibile solo tramite sentieri fino alla fine degli anni '60, quando venne costruita la strada di collegamento con Lasa e Sluderno, completata nel 1973.

## Monumenti e luoghi d'interesse

### Chiesa del Santissimo Cuore di Gesù
La chiesa parrocchiale, costruita nel XIX secolo in stile neoromanico su progetto di J. Stecher, ospita sculture di Anton Santifaller. È un edificio sottoposto a tutela.

### Chiesa di San Nicolò
Edificio tardo-gotico risalente al 1500, secolarizzato nel 1786 e oggi restaurato e utilizzato come spazio espositivo.

## Cultura
Tanas conserva tradizioni alpine legate alla vita contadina e religiosa, con celebrazioni locali e festività tradizionali.

## Economia
L'economia è tradizionalmente agricola e basata sull'allevamento. Oggi il turismo naturalistico è in crescita, grazie alla bellezza e alla tranquillità del luogo.